# باشگاه هندبال صنعت مس کرمان
تیم هندبال صنعت مس کرمان نام باشگاه هندبال ایرانی که زیر مجموعه باشگاه فرهنگی ورزشی صنعت مس کرمان است. این تیم درلیگ برتر هندبال ایران به رقابت فراوان میپردازد ؛ این تیم در ۱۳۹۸ عنوان قهرمانی لیگ ایران و در لیگ قهرمانان هندبال آسیا ۲۰۲۱  توانست عنوان پنجمی (بهترین عملکرد باشگاه های ایرانی در تاریخ لیگ قهرمانان) را کسب کند.